# Khiếm thị
Mù hay còn gọi là triệu chứng mất khả năng cảm nhận thị giác một phần hoặc toàn phần (mù, đui). Người khiếm thị là người sau khi được điều trị hoặc điều chỉnh khúc xạ mà thị lực bên mắt tốt vẫn còn từ dưới 3/10 đến trên mức không nhận thức được sáng tối, và bệnh nhân vẫn còn khả năng tận dụng thị lực này để thực thi các hoạt động sinh hoạt hàng ngày. Riêng mắt người bị mù hoàn toàn không có khả năng nhận thức sáng tối, không thấy được những gì xung quanh. Chứng mù mắt có thể do rối loạn bẩm sinh, sinh lý hay thần kinh.
Người bị mù một mắt gọi là chột. Người bị mù lòa hay mờ mắt có thể nhìn thấy một ít, phân biệt được sáng tối hay hình dáng chung chung.
Các nguyên nhân phổ biến nhất của suy giảm thị lực và khiếm thị trên toàn cầu là tật khúc xạ chưa được điều chỉnh (43%), đục thủy tinh thể (33%) và bệnh tăng nhãn áp (2%). Lỗi khúc xạ bao gồm gần như cận thị, tật viễn thị, viễn thị, và loạn thị. Đục thủy tinh thể là nguyên nhân phổ biến nhất gây mù lòa. Các rối loạn khác có thể gây ra các vấn đề về thị lực bao gồm thoái hóa điểm vàng do tuổi tác, bệnh võng mạc tiểu đường, mờ giác mạc, mù ở trẻ em và một số bệnh nhiễm trùng. Suy giảm thị lực cũng có thể do các vấn đề về não do đột quỵ, sinh non hoặc chấn thương ở những người khác. Những trường hợp này được gọi là suy giảm thị lực vỏ não. Tầm soát các vấn đề về thị lực ở trẻ em có thể cải thiện thị lực và thành tích giáo dục trong tương lai. Việc sàng lọc người lớn không có triệu chứng sẽ không mang lại lợi ích rõ ràng. Có thể chẩn đoán chứng khiếm thị bằng cách khám mắt.
Trong bản báo cáo Dữ liệu toàn cầu về suy giảm thị lực năm 2002 (Global data on visual impairment in the year 2002) vào tháng 11 năm 2004 của Tổ chức Y tế Thế giới, tính đến năm 2002 có trên 161 triệu người bị yếu mắt, trong đó 124 triệu bị lòa và 37 triệu bị mù hoàn toàn.

## Dấu hiệu và triệu chứng
Khiếm thị được định nghĩa theo WHO khi thị lực của một người có mắt tốt dưới 20/500 hoặc thị trường nhỏ hơn 10 độ. Định nghĩa này được đưa ra năm 1972, và vẫn còn đang thảo luận liệu nó nên được thay đổi một chút.

### Các bệnh đi kèm
Khiếm thị có thể xuất hiện cùng với các bệnh như chậm phát triển tinh thần, rối loạn phổ tự kỷ, bại não, suy giảm thính giác, và động kinh. Trong một nghiên cứu 228 trẻ em bị suy giảm thị lực ở vùng đô thị Atlanta trong các năm 1991 và 1993, 154 (68%) trẻ đã có khuyết tật thêm ngoài suy giảm thị lực.
Ước tính có hơn phân nửa trong tổng số người mù bị rối loạn ngủ-thức khác 24 giờ, là tình trạng mà đồng hồ sinh học của một người kéo dài hơn 24 tiếng.

## Nguyên nhân

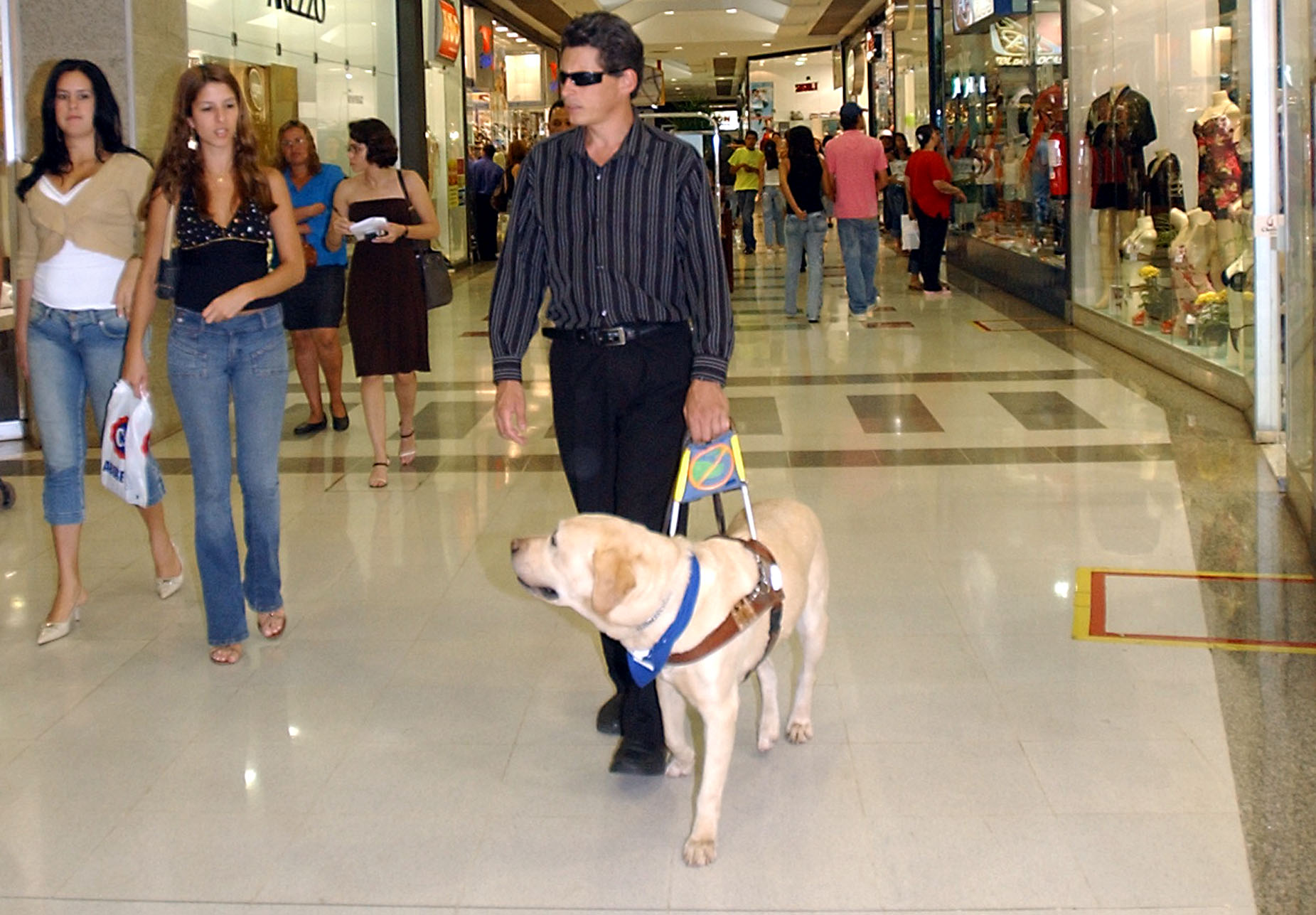
Một người mù được chó dẫn đường ở Brasília, Brazil.

Suy giảm thị lực nghiêm trọng có thể do nhiều nguyên nhân:

### Bệnh
Theo ước tính của WHO, các nguyên nhân gây mù phổ biến nhất (không tính tật khúc xạ) trên toàn thế giới năm 2002 là:
1. Đục thủy tinh thể (47,9%),
2. Tăng nhãn áp (12,3%),
3. Thoái hóa điểm vàng liên quan đến tuổi (8,7%),
4. Mờ giác mạc (5,1%),
5. Bệnh võng mạc tiểu đường (4,8%),
6. Mù bẩm sinh(3,9%),
7. Đau mắt hột (3,6%),
8. Onchocerciasis (0,8%) (hay mù lòa đường sông).

## Dịch tễ học
Tổ chức Y tế Thế giới (WHO) ước tính rằng vào năm 2012 có 285 triệu người mắc bệnh mắt trên thế giới, trong đó có 246 triệu người bị suy giảm thị lực và 39 triệu người mù.
Trong số những người mù, 90% sống ở các nước đang phát triển. Trên toàn cầu, với mỗi người mù, trung bình có 3.4 người bị suy giảm thị lực, với sự biến đổi theo quốc gia và vùng lãnh thổ từ 2.4 đến 5.5.
Theo độ tuổi: Sự suy giảm thị lực không được phân phối đều qua các nhóm tuổi. Hơn 82% số người mù trên toàn thế giới đều ở độ tuổi 50 trở lên, mặc dù họ chỉ chiếm 19% dân số thế giới. Do số năm dự kiến sống trong tình trạng mù (năm mù), mù ở trẻ em vẫn là một vấn đề đáng kể, với ước tính có 1.4 triệu trẻ mù dưới 15 tuổi.
Theo giới tính: Các nghiên cứu có sẵn thường cho thấy ở mọi khu vực trên thế giới và ở mọi độ tuổi, phụ nữ có nguy cơ bị suy giảm thị lực cao hơn đáng kể so với nam.
Theo địa lý: Sự suy giảm thị lực không được phân phối đều trên toàn thế giới. Hơn 90% số người mắc bệnh thị lực trên thế giới sống ở các nước đang phát triển.
Kể từ ước tính trong những năm 1990, dữ liệu mới dựa trên dân số toàn cầu năm 2002 cho thấy sự giảm số người mù hoặc suy giảm thị lực và số người mù do các tác động của bệnh truyền nhiễm, nhưng lại có sự tăng về số người mù do các điều kiện liên quan đến tuổi thọ dài hơn.
Năm 1987, ước tính có 598.000 người ở Hoa Kỳ đáp ứng định nghĩa pháp lý về mù. Trong số này, 58% đã trên 65 tuổi. Năm 1994–1995, 1.3 triệu người Mỹ báo cáo mắc bệnh mù theo quy định pháp lý.